# Fallmühle (Sonsbeck)
Die Fallmühle war eine am Zufluss der Kervenheimer Mühlenfleuth gelegene Wassermühle in der Gemeinde Sonsbeck mit oberschlächtigem Wasserrad.

## Geographie
Die Fallmühle hatte ihren Standort am Zufluss der Kervenheimer Mühlenfleuth, an der Reichswaldstraße 10, im Ortsteil Balbeck, in der Gemeinde Sonsbeck, Kreis Wesel, in Nordrhein-Westfalen.
Der Zufluss zur Kervenheimer Mühlenfleuth nimmt Oberflächenwasser aus dem Balberger Wald auf und hat eine Höhe von ca. 26 m über NN. Die Pflege und Unterhaltung des Gewässers obliegt dem Niersverband, der in Viersen seinen Sitz hat.

## Geschichte
Das genaue Baujahr der Fallmühle ist nicht bekannt und so wird eine Bauzeit im 18. Jahrhundert vermutet. Die Mühle wurde nach Lage des Geländes von einem oberschlächtigen Wasserrad angetrieben. Sie war leistungsschwach und so wurde 1836 in der Nachbarschaft eine Windmühle errichtet. 1851 wurde die Wassermühle als Fruchtmahlmühle genannt. Besitzer war Heinrich Eicks. Ein Erbpachtvertrag der beiden Müller Anton Carls, Bäcker und Schankwirt, sowie Mathias Hertjes, Ackerer, über ihre Wassermühle wurde 1865 aufgelöst und die Mühle niedergelegt.

## Galerie

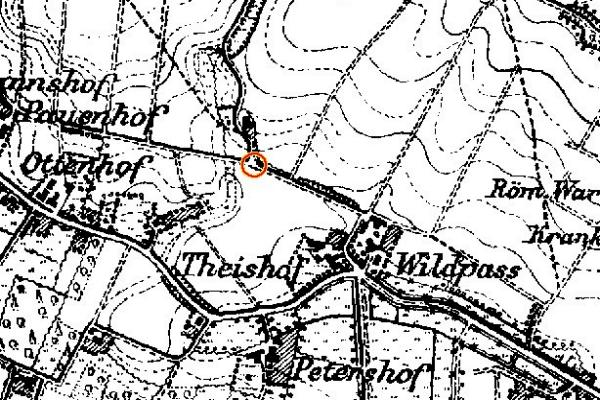
Fallmühle auf der Neuaufnahme 1892
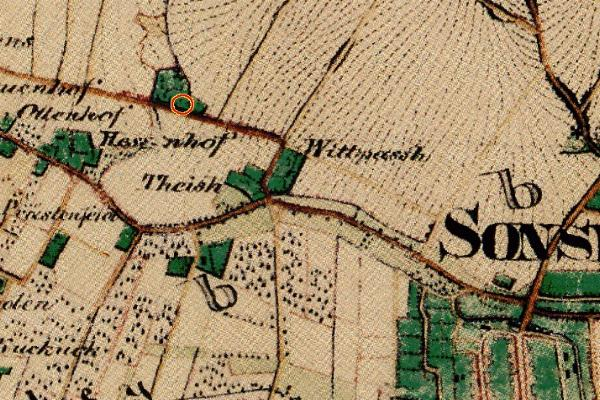
Kervenheimer Mühle auf der Urkatasterkarte 1843